# ماسنجر (برنامج)
فيسبوك مسنجر (بالإنجليزية: Facebook Messenger) هو تطبيق ومنصة مراسلة فورية تملكه وتطوره شركة ميتا بلاتفورمز. تم تطويره في الأصل باسم دردشة الفيسبوك في عام 2008، الشركة حسنت من خدمة المراسلة في عام 2010، وبالتالي أصدرت بشكل مستقل تطبيق فيس بوك ماسنجر لنظام أي أوس أس وأندرويد في أغسطس 2011، وأصدرت بشكل مستقل فيسبوك بورتال للمراسلة المبنية على الاتصال في الربع الأخير من عام 2018. أطلق فيس بوك، لاحقاً، تطبيق ويب للماسنجر (messenger.com)، وفُصِلَ وظائفياً من تطبيق فيس بوك الأساسي، يمكن من خلال هذا تطبيق الويب من تحميل واحدة من التطبيقات المستقلة ذاتياً. وفي أبريل 2020، أصدر فيس بوك رسمياً تطبيق ماسنجر للحاسوب، ويدعم نظام ويندوز 10 ونظام ماك أو أس وتوفر للتحميل على متجر مايكروسوفت ومتجر برامج الماك.
يستطيع المستخدمون إرسال الرسائل وتبادل الصور، والمقاطع المرئية، والملصقات، والصوت، والملفات، ويستطيعون كذلك التفاعل مع رسائل المستخدمين الآخرين والتفاعل مع البوت. وتدعم الخدمة كذلك الالصوت عبر الإنترنت، والمهاتفة الفيديوية، كذلك تدعم التطبيقات المُستقلة ذاتياً استخدام عدد من الحسابات، والمحادثات مع خيار تشفير بين الطرفيات، ولعب الألعاب.

## التاريخ

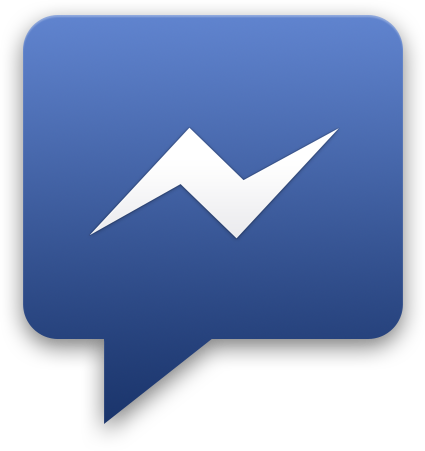
ايقونة فيس بوك ماسنجر من 2011 إلى 2013

ايقونة فيس بوك ماسنجر من 2013 إلى 2018

ايقونة فيس بوك ماسنجر من 2018 إلى 2020

ايقونة فيس بوك ماسنجر منذ أكتوبر 2020

بعد سلسلة اختبارات لمنصة تراسل فوري جديدة على الفيس بوك في مارس 2008،  والتي سُميت ب «شات فيسبوك»، أطلقت للمستخدمين بالتدريج في أبريل 2008. حسن فيس بوك من تطبيق المراسلة في نوفمبر 2010،  وفي مارس 2011، وأعتبر آنذاك تطبيق هاتف ومنصة ويب تسمح بمراسلة بسيطة، وفورية، وممتازة من هاتفك. وكانت الشركة توفر تطبيقها على آي أو إس، وهواتف أندرويد فقط قبل عام 2011. إلا أنها في أكتوبر 2011، أطلقت نسخة بلاك بيري،  وفي مارس 2014، تم إطلاق تطبيق للويندوز فون مع قلة المزايا ومن ضمنها المراسلة الصوتية، وفقاعات الدردشة. وأعلنت فيس بوك، في أبريل 2014، أن ميزة المراسلة ستُمحى من تطبيق فيس بوك الأساسي، وأن المستخدمين سيتوجب عليهم أن يحملوا تطبيق الماسنجر منفصلاً عن التطبيق الأساسي وبشكل مستقل. وفي يوليو 2014، أطلقت تطبيق أي أوس لجهاز أي باد مُحسن. وفي أبريل 2015، أطلقت فيس بوك تطبيق ويب للمراسلة على متصفح الويب. وفي 13 يوليو، 2015 أطلق تطبيق يعمل على نظام تايز. وفي أبريل 2016، أطلقت فيس بوك برنامج للمراسلة يعمل على نظام ويندوز 10. وفي أكتوبر 2016، أصدرت فيس بوك ماسنجر لايت، نسخة أساسية من ماسنجر مع تخفيض المزايا فيه. وكان التطبيق موجه بشكل أساسي إلى هواتف الأندرويد القديمة والمناطق التي لا تتوفر فيها سرعة إنترنت عالية بشكل واسع. وفي أبريل 2017، توسع ماسنجر لايت إلى أكثر من 132 بلداً. وفي مايو 2017، حسنت فيس بوك تصميم ماسنجر على الأندرويد وال أي أو أس، أتى بالتحسين واجهة شاشة جديدة مع نوافذ وتصنيف للمحتوى ووسائط تفاعلية، ونقاط حمراء تُشيل إلى النشاط الجديد، وقسم الانتقالات.
في نوفمبر 2011، أعلنت فيس بوك عن برنامج ماسنجر على نظام ويندوز 7 في اختبار بيتا محدود. وفي الشهور اللاحقة، سربت مدونة إسرائيلية، رابط تحميل البرنامج، مما أدى بالتالي إلى تأكيد فيس بوك وبشكل رسمي إطلاقها للبرنامج. وتوقف البرنامج عن العمل في مارس 2014. وفي ديسمبر 2012، أصدِر مرفق على متصفح فاير فوكس يتضمن استخدام فايس بوك ماسنجر،  ولكنه أيضاً توقف عن العمل في مارس 2014.
وفي ديسمبر 2017، أصدرت فيس بوك ماسنجر كيدز، وهو تطبيق جديد موجه إلى الأشخاص ذو الفئة العمرية الأقل من 13 عاماً. يأتي هذا التطبيق مع بعض الاختفالات مقارنة بالنسخة العادية. في عام 2019، أُعلِنَت ماسنجر أنها ثاني أكبر تطبيق من ناحية التنزيلات خلال هذا العقد، من 2011 إلى 2019.
في ديسمبر 2019، توقفت ماسنجر عن دعم خاصية تسمح للمستخدمين بالتسجيل باستخدام رقم الهاتف فقط، مما يعني أن المستخدمين يجب عليهم أن يسجلوا بحساب فيس بوك لكي يستخدموا خدمة ماسنجر للمراسلة.
وفي مارس 2020، بدأت فيس بوك شحن تطبيقها المُخصص للدردشة على نظام ماك أو أس، المتوفر من خلال متجر ماك. وهو متاح حالياً في فرنسا، وأستراليا، والمكسيك، وبولندا.
وفي أبريل 2020، بدأت فيس بوك إطلاق ميزات جديدة لأول مرة تُسمى بغرف ماسنجر، وهي ميزة اتصال مرئية تسمح للمستخدمين بالاتصال بالعديد من الأشخاص ويصل عددهم إلى 50 شخصاً في وقتً واحد كحد أقصى. وتعد هذه الميزة خصم إلى برنامج زووم ومضاهيةً له. وهو برنامج حصد الكثير من الشعبية خلال جائحة كورونا. وحصلت بعض المخاوف بخصوص الخصوصية لهذه الخاصية من فيس بوك.
وفي يوليو 2020، أضافت فيس بوك ميزة جديدة في ماسنجر تسمح لمستخدمي أي أو أس باستخدام Face ID أو Touch ID لقفل محادثاتهم. أطلق على هذه الميزة اسم "App lock" وكانت جزءً من سلسلة تغييرات في ماسنجر لها علاقة بالخصوصية والأمان.
وفي 1 أكتوبر، 2020، أعلنت فيس بوك، عن تحديث لصندوق الرسائل في تطبيق انستغرام، من خلال تقديم تجربة جديدة، تتضمن دمج ما بين ماسنجر وانستغرام.

## مميزات
| الميزة                        | التاريخ            | الوصف | المنصة     | التوفر           |
| ----------------------------- | ------------------ | --- | ---------- | ---------------- |
| التسجيل بدون حساب فيسبوك      | ديسمبر 2012        | يستطيع مستخدموا الاندرويد التسجيل على التطبيق بدون حساب فيس بوك، يتطلب فقط اسم ورقم هاتف. | الهاتف     | عالمي            |
| المُراسلة المُباشرة             | أكتوبر 2013        | يستطيع المستخدمين إرسال الرسائل إلى المستخدمين الأخرين بدون أن يكونوا اصدقاء، ما دام أن المستخدمين لديهم رقم هاتف المستخدم الأخر في جهات اتصالهم. | كل المنصات | عالمي            |
| فقاعات الدردشة                | أبريل 2013         | تستعرض إيقونة جانبية مع صورة الشخصية لجهة الاتصال، تظهر على الشاشة بغض النظر عن أي تطبيق تعمل عليه. | الهاتف     | عالمي            |
| تحويل الأموال (ماسنجر باي)    | مارس 2015          | ميزة للمستخدمين من الولايات المتحدة بإرسال الأموال إلى اصدقائهم. في أبريل 2017، توسعت الميزة لتشمل إرسال الأموال إلى مجموعات المستخدمين على ماسنجر. | الهاتف     | الولايات المتحدة |
| المكالمات                     | يناير 2013         | في يناير 2013، أضاف فيس بوك ميزة المكالمة الهاتفية لمستخدمي ماسنجر في كندا، وسعت الميزة لاحقاً لتشمل المستخدمين في الولايات المتحدة بعد عدة أيام من إطلاقها في كندا. في أبريل 2016, قدم فيس بوك ميزة فيديو المهاتفة الفيديوية. في بلدان مُحددة. وفي أبريل 2016، اصدر فيس بوك ميزة المكالمة الصوتية في المجموعات، وهذه الميزة لديها حد أقصى يصل إلى 50 شخصاً في المكالمة. وفي ديسمبر 2016، فعل فيس بوك ميزة المكالمة الفيديوية في المجموعات لعدد يصل إلى 50 شخصاً كحد أقصى. في يونيو 2017، حدث فيس بوك المحادثات المرئية ليوفر للمستخدمين إمكانية إضافية الفلاتر والاقنعة على وجوههم والتعبير بردود الأفعال (الإيموجيز) الموجودة على فيس بوك، | الكل       | عالمي            |
| مشاركة الموقع                 | يونيو 2015         | يستطيع المستخدمون الضغط على زر "الموقع" وستظهر خريطة مع إمكانية تثبيت نقاط على أي موقع، حتى لو كان المستخدمين أنفسهم غير حاضرين في هذا المكان. وفي مارس 2017، قُدِمَت ميزة مشاركة الموقع المُباشر أو الحي، تسمح للمستخدمين بشكل وقتي مشاركة موقعهم مع صديق أو مجموعة من الأصدقاء لساعة واحدة فقط. | الهاتف     | عالمي            |
| التفاعل مع الأعمال            |                    | في مؤتمر فيس بوك الذي عُقِدَ في 25 مارس، 2015، أعلنت فيس بوك أن ماسنجر سوف يدع المستخدمين يتفاعلون مع الأعمال، وذلك يتضمن تعقب عمليات الشراء واستقبال الاشعارات، والحصول على المحادثات الشخصية مع ممثلي خدمات العميل لشركة فيس بوك. |            |                  |
| تطبيقات الطرف الثالث المُدمجة  |                    | لدى المستخدمين إمكانية فتح تطبيقات الطرف الثالث المتوافقة مع ماسنجر في داخل ماسنجر، مثل خدمة قطع ت1اكر الأفلام، أو الصور المَتحركة (GIF)، ومن ثم يستطيعون مشاركة هذه الملفات والخدمات مع محادثات المستخدمين الآخرين. | الهاتف     | عالمي            |
| طلبات المواصلات               | ديسمبر 2015        | دُمج تطبيق أوبر مع ماسنجر ليسمح لمستخدمين في الولايات المتحدة طلب سيارة أجرة بشكل مباشر من التطبيق. وفي مارس 2016، بدأ ماسنجر بدعم تطبيق لايفت كذلك. وفي يوليو 2016، دَعمت ماسنجر في تطبيقها خدمة أوبر بول، وهي خدمة تتيح التوفيق بين مجموعة من الركاب الذين يتجهون إلى وجهة مشتركة لركوب سيارة واحدة موجودة في منطقتهم. | هاتف       | الولايات المتحدة |
| دعم خدمة الرسائل القصيرة      | 2012               | وضعت فيس بوك الدعم لخدمة الرسائل القصيرة حيز التنفيذ من خلال تطبيق ماسنجر على نظام أندرويد. ولكن الميزة تم إزالتها في عام 2013 وذلك بسبب المراجعة الشاملة التي قامت به فيس بوك على التطبيق، وصرح مدير منتجات فيس بوك أن ميزة خدمة الرسائل القصيرة لم يتسنى لها النجاح. وفي فبراير 2016، أعادت فيس بوك الميزة من جديد على تطبيقها لاختبارها، وفي يونيو 2016، أُطلقت الميزة لكل مستخدمي العالم بشكل رسمي. | الأندرويد  | عالمي            |
| تعدد الحسابات                 | فبراير 2016        | دعمت فيس بوك تعدد الحسابات في تطبيقاتها. | الهاتف     | عالمي            |
| منصة البوت                    | أبريل 2016         | إطلاقها عام 2016 في أبريل 2016، أعلنت فيس بوك عن ميزة البوتات لماسنجر، يتضمن ذلك واجهة لبرمجة التطبيقات لبناء دردشة البوتات للتفاعل مع المستخدمين، وتقوم تلك البوتات بنشر الأخبار والمعلومات الأخرى إلى المستخدمين مباشرةً، على سبيل المثال، توفر البوتات خيار المواصلات لشركات المواصلات أو مشاركة المواصلات، وفي شركات السياحة والفندقة، فأنها تجيب الأسئلة بشكل تلقائي بخصوص الحجز والإقامات، وأما شركات الطيران فأنها تسمح بالحجز للطيران، وتعطي تحديثات عن الرحلات وتغييرات السفر. تحسينات عام 2017 ي مؤتمر فيس بوك للمطورين عام 2018، أعلنت فيس بوك عن عدد من التحسينات للبوتاتت - البوتات في مجموعات الدردشة: بإمكان البوتات الاشتراك في مجموعات الدردشة، ولكن ليس فقط من أجل المحادثة مع شركاء الدردشة، ولكن أيضاً تستطيع إرسال الإشعارات مثل تحديثات الأخبار، والوصولات، وأخبار الرياضات، وغيرها المزيد. - إضافات الدردشة: بإمكان المستخدمين التفاعل مع تطبيقات مخصصة، وذلك يشمل مثلاً تطبيقات الألعاب، ومشاركة قوائم الموسيقى، وحجز الرحلات. بالإضافة إلى ذلك، أعلنت فيس بوك عن نافذة "الاستكشاف"، تضم أحدث البوتات المستخدمة، بوت التصانيف، وتحتوي على أكثر التجارب شيوعاً وأكثر ما يبحث عليه الناس. ونبذة عرض للبوت لكي يعرف المستخدمين ماذا يمكن كل بوت يمكن أن يفعله في الدردشة. - رمز استجابة سريعة: بإمكان المستخدمين إجراء فحص ضوئي شامل، بمعنى أخر كي أر كود من خلال كاميرا ماسنجر، والذي سيأخذ المستخدم بشكل مباشر إلى بوت محدد. في يونيو 2017، اطلقت تسمية نافذة "استكشف" بدلاً من "استكشاف" بشكل رسمي في الولايات المتحدة. | الكل       | عالمي            |
| المساعد إم (M)                | أبريل 2017 (أنتهت) | في أغسطس 2015، أعلنت فيس بوك عن مساعدة أم، وهو مساعد ذكاء اصطناعي للاستخدام في ماسنجر والذي بإمكانه تلقائياً إكمال المهام للمستخدمين، مثل شراء العناصر، وترتيب توصيل الهدايا، وحجز المطاعم، وترتيب السفرات. في أبريل 2017، فعلت فيس بوك أم للمستخدمين في الولايات المتحدة. يقوم أم بمسح الدردشات من أجل البحث عن كلمات مفتاحية وأقتراح افعال ذو صلة بها، على سبيل المثال، إن كتبت أنت "تدين لي ب20$" سوف يقوم مساعد أم بعرض نظام المدفوعات لك. اقتراحات . في يناير 2018، أعلن أن مساعد أم قد توقف عن العمل. | الكل       | الولايات المتحدة |
| لوحة الرسائل الرئيسية         | يونيو 2016         | أعلنت فيس بوك عن زر "الرئيسية" كموقع مركزي لإرسال واستقبال الرسائل. يظهر زر الرئيسي أخر الرسائل، كما أن هنالك قسم المفضلات لجهات الاتصال مع أكثر . | الهاتف     | عالمي            |
| المحادثات السرية              | أكتوبر 2016        | بإمكان مستخدمي ماسنجر إرسال رسائل التشفير التام بين الطرفين، بين بعضهم البعض من خلال وضع اختياري يسمى "المحادثات السرية"، التي تستخدم بروتوكول الإشارن. بإمكان المستخدمين أيضاً اختيار أن يرسلوان لبعضهم البعض رسائل ذات تدمير ذاتي؛ الرسائل التي تُمحى بشكل دائم بعد مدة زمنية اختيارية. | الهاتف     | عالمي            |
| الألعاب الفورية               | نوفمبر 2016        | تسمح للمستخدمين بسرعة بلعب ألعاب مثل باك مان، وسبيس انفيدرز، وأيفير وينج، وووردز وذ فريندز فرينزي داخل ماسنجر. الألعاب الألعاب تتضمن منافسة بين المستخدمين بتحقيق أعلى النقاط، وكذلك هي مبنية على لغة إتش تي إم إل 5. في مايو 2017، أعلنت فيس بوك عن إطلاق الألعاب لكل مستخدمي العالم. | الهاتف     | عالمي            |
| يوم المراسلة                  | مارس 2017          | بعد اختبار أولي في بولندا في سبتمبر 2016، أطلقت فيس بوك يوم المراسلة في مارس 2017. يوم المراسلة، وهي شبيهة بميزة قصص سناب شات، تعطي المستخدم الإمكانية بأن يشارك الصور والفيديوهات مع الأصدقاء التي تختفي تلقائياً بعد 24 ساعة. | الهاتف     | عالمي            |
| ردود الأفعال والأشارات        | مارس 2017          | بإمكان المستخدم أن يضغط على الرسالة ليضيف ردة فعله عليها من خلال إيموجي، ويستطيع أن يُشير للمستخدم من خلال كتابة @ وثم اسمه في مجموعة الدردشة ليعطي لشريكه إخطار مباشر له. | الكل       | عالمي            |
| إضافة التأثيرات الواقع المعزز | ديسمبر 2017        | "عالم التأثيرات" يسمح للمستخدمين بإضافة تأثيرات الواقع المعزز الثلاثية الأبعاد إلى صورهم ومقاطعهم المرئية. | الهاتف     | عالمي            |
| بوتات دردشة الذكاء الاصطناعي  | يناير 2018         | بدأت فيس بوك بالسماح لمستخدميها بأستخدام بوتات الذكاء الاصطناعي بعد تفعيل المصادقة الثنائية. | الكل       | عالمي            |
| ماسنجر رومز                   | أبريل 2020         | ميزة اتصال مرئية تسمح للمستخدمين بالاتصال ببعضهم البعض وإلى حد 50 مستخدم في نفس الوقت. | الكل       | عالمي            |

## الإعلانات
في يناير 2017، أعلنت فيس بوك أنها ستبدأ تجربة بإظهار إعلانات في واجهة ماسنجر الرئيسية، وتكون أسفل نافذة المحادثة مباشرة، في ذلك الوقت، كانت التجربة محدودة وموجهة إلى عدد صغير من المستخدمين في أستراليا وتايلاند.
وفي يونيو 2018، بدأت شركة فيس بوك بطرح إعلانات الفيديو التلقائية داخل تطبيق ماسنجر، وتعد أعلانات الفيديو أكثر تكلفة، مما يعني زيادة الإرباح لفيس بوك وسيكون موضع الإعلانات بجوار الرسائل. وقال«ستيفانوس لوكاكوس» رئيس قسم الإعلانات بتطبيق ماسنجر: «إن الشركة تدرك أن هذا الموضع قد يكون بغيضًا لدى البعض، لذا ستراقب الشركة سلوك المستخدمين لتحديد ما إذا كانت هذه الإعلانات قد أدت إلى التأثير بالسلب على المستخدمين، ومن المنتظر أن يتم بدء تشغيل الإعلانات تلقائيًا عند قيام المستخدم بفحص رسائله، مع ملاحظة أنه تم طرح هذه الميزة لمجموعة صغيرة من المستخدمين في الوقت الحالي».

## الاستقبال
في نوفمبر 2014، أدرجت مؤسسة الحدود الإلكترونية ماسنجر على قائمتها كتطبيق مراسلة آمن، وحصلت على علامة تقييم 2 من أصل 7 نقاط من ناحية الأداء. وحصلت على على العديد من النقاط وذلك لإمتلاك تطبيق ماسنجر على اتصالات مشفرة في الإرسال ولقيام الإدارة مؤخراً بإكمال مراجعة أمنية مُستقلة للتطبيق. وخسرت العديد من النقاط في التقييم وذلك لأن الاتصالات لم تَكن مُشفرة مع مفاتيح تشفير لا يستطيع مزود الخدمة الوصول إليها، إذ أن فيس بوك لديها مفاتيح تشفير تطبيقها، وذلك لأن المستخدمين لا يستطيعون تأكيد هويات جهات الأتصال، ولأن الرسائل الماضية ليست آمنة إذا كانت مفاتيح التشفير مسروقة، والشفرة الأمنة لم تكن مفتوحة لمراجعة مُستقلة، والتصميم الأمني لم يكن موثق بشكل جيد.
في تصريخ لفيس بوك على مركز المساعدة التابع لها، قالت أن لا يوجد أي طريقة لتسجيل الخروج من تطبيق ماسنجر، بدلاً من ذلك، بإمكان المستخدمين الأختيار بين عدد من الحالات المُتاحة، من ضمنها تفعيل خاصية غير نشط، أو تبديل الحسابات، وإطفاء الإشعارات. أفادت وسائل إعلام أن هناك حل بديل، من خلال الضغط على خيار «مسح البيانات» في اعدادات التطبيق، والتي يتم الولوج إليها من خلال اعدادات جهاز الاندرويد، ومن خلال هذه العملية يعود بالمستخدم إلى صفحة تسجيل الدخول.

## نمو المستخدمين
بعد أن أنفصل تطبيق ماسنجر من تطبيق فيس بوك الأساسي، أصبح لدى ماسنجر 600 مليون مستخدم في أبريل 2015. وزاد هذا العدد إلى 900 مليون مستخدم في يونيو 2016، وإلى مليار مستخدم في يوليو 2016، وإلى 1.2 مليار مستخدم في أبريل 2017.
في مارس 2020، زاد إرسال الرسائل والتواصل بنسبة 50$ في البلدان التي فرضت حجراً صحياً بسبب جائحة فيروس كورونا 2019. وزاد نمو مجموعات الدردشة بنسبة أكثر من 1000%.

## محاولات الحكومة في التجسس وفك التشفير
في أوائل 2018، قدمت وزارة العدل الأمريكية طلباً إلى المحكمة في محاولة لإجبار فيس بوك على تعديل تطبيق ماسنجر من إجل تفعيل الرقابة والتجسس عليه من خلال أطراف ثالثة، وذلك ليستطيع عملاء وزارة الدفاع من التصنت على المحادثات الصوتية المشفرة من خلال تطبيق ماسنجر. المحكمة رفضت طلب وزارة الدفاع الأمريكية، ولكنها ختمت القضية وجعلتها سرية. في نوفمبر 2018، رفعتا مؤسسة الحدود الإلكترونية، والاتحاد الأمريكي للحريات المدنية طلباً إلى المحكمة لرفع السرية عن القضية وذلك ليستطيع العامة الإطلاع على نقاش التشفير والتجسس.

## وصلات خارجية
- الموقع الرسمي